# Pohlia aloysii-sabaudiae
Pohlia aloysii-sabaudiae är en bladmossart som beskrevs av Negri 1908. Pohlia aloysii-sabaudiae ingår i släktet nickmossor, och familjen Bryaceae. Inga underarter finns listade i Catalogue of Life.